# 국제아프리카내지선교회
1895년에 설립된 국제아프리카내지선교회(Africa Inland Mission, AIM)는 아프리카를 중심으로 활동하는 기독교 선교 단체이다. AIM의 사명은 "모든 아프리카 민족들 가운데 그리스도를 중심으로 한 교회를 세우는 것"이라고 명시되어 있다. AIM은 1933년에 캅소와 병원을 설립했으며, 이는 케냐에 본부를 둔 아프리카내지교회(AIC)로 발전했다.
Our passion is to see the worship of Jesus Christ spread among Africans around the globe – through individual lives fully committed to him, and collectively through Christ-centred churches.

## 설립취지 및 이념
복음의 증인으로 부르신 주 예수님의 선교 명령에 순종하여 아프리카 모든 종족 안에 예수 그리스도 중심의 교회를 세우기 위해 아프리카 교회가 어두운 세상 안에서 하나님의 영광스런 빛을 선포하도록 함에 있다.

## AIM의 역사
국제아프리카내지선교회(Africa Inland Mission International, AIM)는 스코틀랜드 출신의 피터 카메론 스콧(1867–1896)에 의해 시작되었다. 그는 국제선교사협회(International Missionary Alliance) 소속으로 콩고에서 사역하던 중 병으로 고향으로 돌아가 요양하고 있었다. 요양 중, 그는 아프리카 동부 해안선에서 내륙의 차드 호수에 이르는 선교 기지 네트워크를 세우는 계획을 구상하게 되었다. 비록 그가 속한 선교부와 교회는 이 계획에 관심을 보이지 않았지만, 미국 필라델피아의 몇몇 친구들의 후원을 받아 1895년에 AIM이 시작되었다.

### 첫 선교사들
1895년 8월, AIM의 첫 선교사로 출발한 이들은 피터 카메론 스콧과 그의 누이 마가렛, 프레드릭 크리거, 윌리스 호치키스, 미니 린드버그, 레클링, 레스터 세번, 그리고 월터 윌슨이었다. 그들은 같은 해 10월 케냐 몸바사에 도착하여 사역을 시작했다.
1년 만에 케냐 자우이, 사카이, 키룬구, 캉군도에 4개의 선교 기지가 세워졌다. 곧이어 스콧의 부모님을 포함한 미국 선교사들이 추가로 합류하여 15명의 선교사 그룹이 되었다.

### 초기 사역 정책
스콧은 지체 없이 아프리카로 갈 사람들을 모집하였고, 그가 요구한 주요 요건은 다른 어떤 훈련보다도 그리스도인으로서의 헌신과 개인의 경건을 우선시하는 것이었다. 선교부는 전적으로 자율적이고 자치적으로 운영되었다.

### 스콧의 죽음
1896년 12월, 스콧은 바이러스성 출혈열과 과로로 순교했다. 불과 몇 년 이내에 다른 선교사들도 질병과 과로로 순교하거나 AIM을 사임함으로써 선교부는 거의 해체될 위기에 처하게 되었다. 이 상황에서 미국 선교위원회는 허버트 (Rev. Charles Hurlburt) 를 선교회 디렉터로 임명하였고, 그는 아프리카 답사를 마친 후 가족을 데리고 케냐로 들어왔다. 그 후 20년 동안 그는 케냐 키자베에 선교 본부를 짓고, AIM 선교회의 수장으로서 리더십을 발휘했다.

### 사역의 확장
AIM은 케냐에서 시작되어 점차 주변 지역으로 사역을 확장하였다. 1909년에는 독일령이던 동부아프리카 탕가니카(현재의 탄자니아)에도 선교기지를 추가로 세웠다. 1912년, 루스벨트 대통령은 친구인 허버트를 위해 벨기에 정부로부터 콩고에 선교기지를 세울 수 있도록 도왔다. 1918년에는 우간다에서 사역이 시작되었고, 1924년부터는 중앙아프리카공화국에서도 사역이 시작되었다. 1949년에는 수단에서, 1975년부터는 인도양 군도에서 사역을 시작하였다.
AIM은 복음 전도와 제자 삼는 사역을 기본으로 진료소, 병원, 나병 치료 기관, 학교 출판, 라디오 방송 등의 사역을 펼쳤다. 선교사 자녀를 위한 학교인 리프트밸리 아카데미(Rift Valley Academy)가 키자베에 세워졌고, 스콧 신학교를 비롯한 다른 신학교들과 성경학교들이 아프리카 지도자와 목회자들을 양성하기 위해 곳곳에 세워졌다. AIM 선교사들에 의해 시작된 교회들은 아프리카내지교회(Africa Inland Church)라는 교단을 조직하게 되었고, 전도와 선교 사역에 있어 AIM 선교부와 밀접하게 협력하고 있다. 20여 년 전부터는 북부 아프리카와 아프리카의 뿔 지역에서도 사역을 시작하였으며, 아직 복음을 듣지 못한 미전도 종족들을 위해 아프리카 교회와 협력하여 사역을 수행하고 있다.
한국 AIM 지부는 1985년 1월 시작되어 AIM 호주 카운슬 산하에서 위원회로 운영되어 오다가 2010년 5월 한국 카운슬로 승격되었다. 현재 20여명의 한국 장, 단기 선교사가 사역하고 있다.

## 연표
- 1985년 1월 8일: AIM Korea가 AIM 아시아-태평양 동원지역 산하의 커미티로 설립됨 (초대 대표: 손영준 박사)
- 2009년: AIM Korea가 독립된 카운슬을 구성
- 2015년: 국제 이사회 (International Council)에서 AIM의 독립된 동원지역 (Korea Mobilizing Region)으로 승인됨